# 横塚美穂
横塚 美穂（よこづか みほ、1978年1月19日 - ）は日本のソムリエ、オリーブオイルソムリエ、料理家。血液型はO型、埼玉県熊谷市出身。

## 人物
成城大学卒業。フランスで出会ったワインに感動し、食の道へ進む。ワインバーや、イタリアンでの修行を経て独立。
JSAソムリエ、イタリアでAISO(イタリアオリーブオイルソムリエ協会)認定イタリアオリーブオイルソムリエ、日本酒唎酒師などの資格を有し、レストランの厨房での修行経験をもつ、食と酒のプロフェッショナルである。
食の専門誌やライフスタイルマガジン、女性ファッション誌などでレシピ、撮影スタイリングなどを手がける他、TVやwebでのコラム、番組出演、企業商品開発や輸出入コンサルティングなどにもたずさわる。
2015年1月東京都目黒区に紹介制のプライベートレストラン「5-quinto」をオープン。同名で食を中心としたライフスタイルブランドを展開している。

## 所持資格
- JSA認定ソムリエ
- AISO認定オリーブオイルソムリエ
- オーガニックコンシェルジュ
- キュレーター
- フルーツ＆ベジタブルジュニアマイスター[2]

## メディア出演

### 雑誌
- 「エル・ア・ターブル」２０１４年７月号[3]
- 「料理王国」 2009年　マルホンごま油広告ページにてレシピ提供・撮影
- 「日経ヘルス/プルミエ」2010年3月号　オリーブオイル特集　取材･執筆/スタイリング/レシピ提案・調理
- 「VERY」 ２０１４年８月号[4]
- 「GOETHE」第２６回掲載[5]

料理レシピ、撮影スタイリング、インタビューなど

### 書籍
- ジャーサラダ&ジャーフード完全レシピ(横塚美穂・著)[6]
- ルクエレシピ（横塚美穂・著）ISBN 978-4-06-299521-4[7]
- 10歳若返る魔法のオリーブオイルレシピ（松生恒夫・監修、横塚美穂・料理）ISBN 978-4838787784
- 他、料理レシピ、撮影、執筆協力など

### TV
- テレビ朝日「上質の地図」2015.03.28 O.A.
- テレビ朝日「お願い!ランキング」[8] 2014.3.25 O.A.
- テレビ山梨「ごま油ってeね!」2010.7.10 O.A.
- BS朝日「partner」[9] 2013.8.4 O.A.
- BS朝日「恋するドライブ」[10]2012.7.11 O.A.

### web
*日清フーズ株式会社web site
- OCN briller
- ANA beauty travel
- SONY
- VW

他

### セミナー
- イタリア文化会館
- 成城大学
- 池袋西武

他 

### プロデュース/プランニング
- キッズカフェ グランドメニューリニューアル及びリブランディング
- 根津カフェ 立ち上げ
- 山形県遊佐町 地域振興プロジェクト
- 5 quinto 立ち上げ

他